# 寛元寺
寛元寺（かんげんじ）は、福岡県筑後市西牟田の臨済宗南禅寺派寺院。山号は五葉山。本尊は釈迦如来。小郡市（旧三井郡立石村）の瑞松山霊鷲寺の末寺。
筑後三十三観音霊場の第21番札所であり、観音堂に乳婦観音が安置されている。

## 歴史
寛元元年（1243年頃）、行基開山と伝承される休気山竹立院の跡に、地頭の西牟田家綱（弥次郎、入道行西）を開基、鎌倉円覚寺の住持の雲山元怡を開山として創建された。
西牟田氏がこの地域を領した期間はその菩提寺として栄えたが、同氏が佐賀へ移って以降は経済的に困窮し、桃山時代から江戸時代初期にかけて無住（住職のいないこと）の時代もあった。
江戸時代は久留米藩の支配下にあり、元禄8年（1695年）の｢郡中品々寄｣に『寺社御寄付２石２斗』とある。